# Mariscal Cáceres (tỉnh)
Tỉnh Mariscal Cáceres (tiếng Tây Ban Nha: Provincia de Mariscal Cáceres) là một tỉnh thuộc vùng San Martín của Peru. Tỉnh Mariscal Cáceres có diện tích 14499 kilômét vuông, dân số thời điểm theo điều tra dân số ngày 11 tháng 7 năm 1993 là 49798 người. Tỉnh lỵ đóng ở Juanjuí.